# Revólver Landstad
El Landstad fue un revólver automático noruego.

## Descripción
El arma tenía un inusual sistema de alimentación, que empleaba un tambor de dos recámaras y un cargador insertado en su empuñadura.
Disparaba el cartucho 7,5 x 23 R Nagant, que al momento de la creación del Landstad también era empleado en los revólveres Nagant M1887 sueco y M1893 noruego.

## Historia
El diseño del revólver fue patentado en 1899 por Halvard Landstad, de Kristiania (hoy Oslo). Landstad diseñó el revólver con su propio dinero y lo llevó a las pruebas militares en 1901. Nunca entró en producción porque no superó las pruebas, pero su inventor guardó un prototipo del revólver. Fue donado a la NRA británica en 1955, después del fallecimiento de Landstad. El revólver fue subastado en 1977.